# Iwan Wradij
Iwan Iwanowicz Wradij (ros. Иван Иванович Врадий, ur. 10 grudnia?/23 grudnia 1906 w guberni chersońskiej, zm. 14 czerwca 1984 w Moskwie) – radziecki generał porucznik, funkcjonariusz NKWD i Smiersz.

## Życiorys
Urodzony w rodzinie ukraińskiego leśniczego, od 1926 pracował na Kolei Środkowoazjatyckiej, od września 1928 do stycznia 1932 żołnierz Armii Czerwonej w Taszkencie, od stycznia 1932 członek WKP(b). Od stycznia 1932 w OGPU Środkowej Azji, od października 1934 pracownik NKWD Tadżyckiej SRR, od lutego 1936 do marca 1938 p.o. szefa, a od 11 marca 1938 do listopada 1939 szef Wydziału Kadr NKWD Tadżyckiej SRR, od 20 maja 1936 sierżant bezpieczeństwa państwowego, 11 marca 1938 awansowany na porucznika bezpieczeństwa państwowego, a 8 lipca 1939 starszego porucznika bezpieczeństwa państwowego. Od listopada 1939 do 28 marca 1940 p.o. szefa Wydziału Kadr Zarządu NKWD Kraju Ordżonikidzewskiego (obecnie Kraj Stawropolski), od 28 marca 1940 do 7 sierpnia 1941 zastępca szefa Zarządu NKWD Kraju Ordżonikidzewskiego ds. kadr, 19 grudnia 1940 awansowany na kapitana bezpieczeństwa państwowego, od 7 sierpnia 1941 do 29 kwietnia 1943 szef Oddziału 5 i pomocnik szefa Wydziału Kadr NKWD ZSRR, 10 stycznia 1942 mianowany majorem bezpieczeństwa państwowego, a 14 lutego 1943 pułkownikiem bezpieczeństwa państwowego. Od 29 kwietnia 1943 do 20 maja 1946 szef Wydziału Kadr Głównego Zarządu Kontrwywiadu (GUKR) Smiersz, 26 maja 1943 awansowany na generała majora, a 25 września 1944 generała porucznika, od 20 maja 1946 do 23 lipca 1951 zastępca szefa Zarządu Kadr MGB ZSRR, od 14 listopada 1951 do 16 stycznia 1954 szef wydziału Zarządu Poprawczego Obozu Pracy MWD ZSRR/Ministerstwa Sprawiedliwości ZSRR w Uchcie, następnie zwolniony ze służby. 3 stycznia 1955 pozbawiony stopnia generalskiego "za zdyskredytowanie siebie podczas pracy w organach bezpieczeństwa państwowego".

## Odznaczenia
- Order Czerwonego Sztandaru (trzykrotnie - 9 marca 1943, 13 września 1945 i 25 lipca 1949)
- Order Kutuzowa II klasy (25 marca 1945)
- Order Wojny Ojczyźnianej I klasy (28 października 1943)
- Order Wojny Ojczyźnianej II klasy (31 lipca 1944)
- Order Czerwonej Gwiazdy (3 listopada 1944)
- Odznaka "Zasłużony Funkcjonariusz NKWD" (4 lutego 1942)
- Odznaka 50-lecia Członkostwa w KPZR (4 listopada 1982)

I 5 medali.